# 约瑟普·希穆尼奇
约瑟普·希穆尼奇（1978年2月18日—），是一名在澳洲出生的克罗地亚足球运动员，司職後衛，曾效力于克罗地亚足球甲级联赛球會薩格勒布戴拿模。

## 生平

### 球會
施蒙歷父親是居於波斯尼亞的克羅地亞人，其後移居澳洲。他於澳洲首都堪培拉出生，早期於澳洲體育學院接受足球訓練，之後加入澳洲聯賽球隊墨尔本武士。1998年施蒙歷離開澳洲，往歐洲發展事業，加入德甲球隊汉堡。2000年轉投柏林赫塔，效力長達8個年頭。
2009年6月30日，尚餘兩年合約在身的施蒙歷引用轉出條款，以700萬歐元加盟大肆擴軍的賀芬咸，簽約至2012年夏季。2011年8月31日在賀芬咸淪為板凳球員的施蒙歷獲球會放行，免費轉投祖家的薩格勒布戴拿模。

### 國家隊
儘管施蒙歷於澳洲出生及長大，於澳洲政府資助的澳洲體育學院接受足球訓練，但他仍希望代表祖國克羅地亞效力。2001年10月10日，施蒙歷首次代表克羅地亞國家隊上陣，對韓國。
施蒙歷最令人印象深刻的是2006年世界盃的「三黃一紅」事件，該場克羅地亞對澳洲的賽事由英格蘭球證普爾執法，施蒙歷在61分鐘及90分鐘領兩面黃牌，但普爾並未亮出紅牌把施蒙歷逐出球場，更在3分鐘後再向他發出黃牌，才把他逐出球場。
2013年11月19日，在2:0擊敗冰島的世界盃附加賽結束後，拿著麥克風四度帶領球迷高呼二次大戰時的克羅埃西亞法西斯政權使用的口號。國際足聯紀律小組就此召開會議，裁定他歷違反紀律條文，被禁賽10場國際賽，這將使他不能參加2014年的巴西世界盃足球賽3場、2016年歐洲國家盃外圍賽7場比賽。他喊的是克羅埃西亞語"za dom!"，意思是「為了祖國」，觀眾回應克羅埃西亞語"spremni!"─「準備好了」。